# Pteris heteromorpha
Pteris heteromorpha är en kantbräkenväxtart som beskrevs av Fée. Pteris heteromorpha ingår i släktet Pteris och familjen Pteridaceae. Inga underarter finns listade.